# 1960年共产党和工人党国际会议

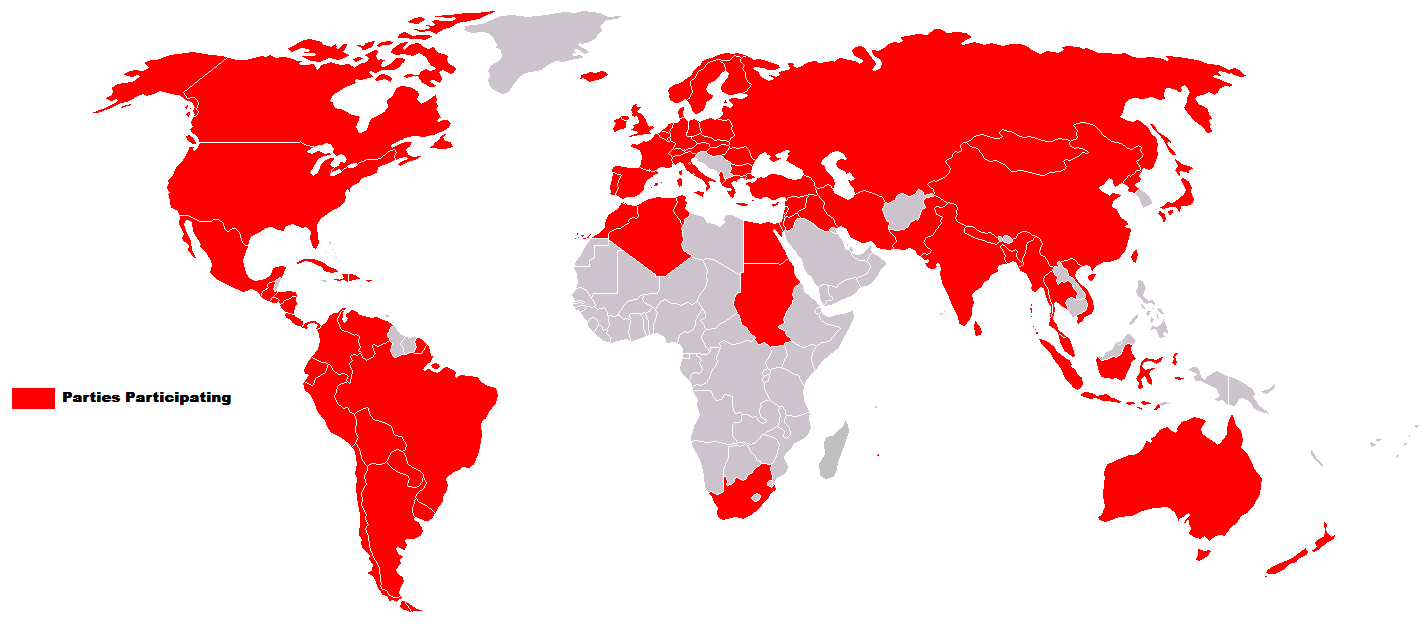
参会政党

共产党和工人党国际会议于1960年11月10日至12月1日在苏联莫斯科召开，共有81个国家的共产党或工人党参加。此次会议主要围绕中国共产党和苏联共产党的争执展开，期间阿尔巴尼亚一方转而支持中国共产党。中国共产党代表团由刘少奇和邓小平率领。会议通过了《81国共产党和工人党莫斯科会议声明》，简称《莫斯科声明》。

## 筹备
根据1960年6月共产党和工人党代表布加勒斯特会议的决议，同年10月1日至22日召开由12个社会主义国家和14个资本主义国家的共产党、工人党代表组成的起草委员会会议，为即将于11月召开的世界各国共产党和工人党代表会议准备文件。委员会成员包括：澳大利亚共产党、阿尔巴尼亚劳动党、阿根廷共产党、保加利亚共产党、巴西共产党、大不列颠共产党、匈牙利社会主义工人党、越南劳动党、德国统一社会党 、德国共产党、印度共产党、印尼共产党、意大利共产党、中国共产党、朝鲜劳动党、古巴人民社会党、蒙古人民革命党、波兰统一工人党、罗马尼亚工人党、美国共产党、叙利亚共产党、苏联共产党、芬兰共产党、法国共产党、捷克斯洛伐克共产党、日本共产党。起草委员会共开会七次，并设立了一个秘书处，负责讨论修改苏共草案。秘书处共召开11次会议。这些会议上中苏两党爆发激烈争论，东欧各党基本支持苏共，亚洲各党和阿尔巴尼亚、澳大利亚则支持中共。

## 会议
1960年11月10日至12月1日，81国共产党和工人党代表会议在莫斯科召开。中苏两党就苏共草案中的关于苏共二十大、苏共二十一大、“集团活动”、“派别活动”、“协商一致原则”等观点爆发冲突。阿尔巴尼亚劳动党领导人霍查点名批评赫鲁晓夫，指责苏共打压阿党，还批评了赫鲁晓夫对南斯拉夫的态度。越南劳动党主席胡志明四处奔走，试图使中苏两党重新团结起来。11月29日，起草委员会达成共识，中苏两党各退一步，中国共产党同意声明可以照抄1957年《莫斯科宣言》；苏共同意删除声明中的“派别活动”。会议最终通过了《莫斯科声明》和《告世界人民书》。中苏两党试图恢复至1957年的关系，在会后刘少奇应邀访苏，一定程度上缓和了两党的关系。

## 代表团
参会政党如下（有3个政党参会记录被抹除，其中一个相信是美国共产党）：
- 阿尔巴尼亚: 阿尔巴尼亚劳动党
- 阿尔及利亚: 阿尔及利亚共产党
- 阿根廷: 阿根廷共产党
- 澳大利亚: 澳大利亚共产党
- 奥地利: 奥地利共产党
- 比利时: 比利时共产党
- 玻利维亚: 玻利维亚共产党
- 巴西: 巴西共产党
- 保加利亚: 保加利亚共产党
- 缅甸: 缅甸共产党
- 加拿大:加拿大共产党
- 锡兰: 锡兰共产党
- 智利: 智利共产党
- 中国: 中国共产党
- 哥伦比亚: 哥伦比亚共产党
- 哥斯达黎加: 人民先锋党
- 古巴: 人民社会党
- 塞浦路斯: 劳动人民进步党
- 捷克斯洛伐克: 捷克斯洛伐克共产党
- 丹麦: 丹麦共产党
- 多米尼加共和国: 多米尼加人民社会党
- 厄瓜多尔: 厄瓜多尔共产党
- 萨尔瓦多: 萨尔瓦多共产党
- 芬兰: 芬兰共产党
- 法国: 法国共产党
- 东德: 德国统一社会党
- 西德: 德国共产党
- 希腊: 希腊共产党
- 瓜德罗普: 瓜德罗普共产党
- 危地马拉: 危地马拉劳动党
- 海地: 人民统一党（法语：Parti d'entente populaire）
- 洪都拉斯: 洪都拉斯共产党
- 匈牙利: 匈牙利社会主义工人党
- 印度: 印度共产党
- 印尼: 印尼共产党
- 伊朗: 伊朗人民党
- 伊拉克: 伊拉克共产党
- 爱尔兰: 爱尔兰工人党, 北爱尔兰共产党
- 以色列: 以色列共产党
- 意大利: 意大利共产党
- 日本: 日本共产党
- 约旦: 约旦共产党
- 朝鲜: 朝鲜劳动党
- 黎巴嫩: 黎巴嫩共产党
- 卢森堡: 卢森堡共产党
- 马来亚: 马来亚共产党
- 马提尼克: 马提尼克共产党
- 墨西哥: 墨西哥共产党
- 蒙古: 蒙古人民革命党
- 摩洛哥: 摩洛哥共产党
- 尼泊尔: 尼泊尔共产党
- 荷兰: 荷兰共产党
- 新西兰: 新西兰共产党
- 尼加拉瓜: 尼加拉瓜社会党
- 挪威: 挪威共产党
- 巴基斯坦: 巴基斯坦共产党
- 巴拿马: 巴拿马人民党
- 巴拉圭: 巴拉圭共产党
- 秘鲁: 秘鲁共产党
- 波兰: 波兰统一工人党
- 葡萄牙: 葡萄牙共产党
- 波多黎各: 波多黎各共产党
- 留尼汪: 留尼汪共产党
- 罗马尼亚: 罗马尼亚工人党
- 圣马力诺: 圣马力诺共产党
- 南非: 南非共产党
- 苏联: 苏联共产党
- 西班牙: 西班牙共产党
- 苏丹: 苏丹共产党
- 瑞典: 瑞典共产党
- 瑞士: 瑞士劳动党
- 叙利亚: 叙利亚共产党
- 泰国: 泰国共产党
- 突尼斯: 突尼斯共产党
- 土耳其: 土耳其共产党
- 阿拉伯联合共和国: 阿拉伯共产党
- 英国: 大不列颠共产党
- 美国: 美国共产党
- 乌拉圭: 乌拉圭共产党
- 委内瑞拉: 委内瑞拉共产党
- 越南: 越南劳动党